# Борго Конвентоне (Ферара)
Борго Конвентоне (итал. Borgo Conventone) је насеље у Италији у округу Ферара, региону Емилија-Ромања.
Према процени из 2011. у насељу је живело 48 становника. Насеље се налази на надморској висини од 6 м.